# Kitty Crowther
Kitty Crowther (ur. 4 kwietnia 1970 w Brukseli) − belgijska ilustratorka i autorka książek dla dzieci, laureatka Nagrody im. Astrid Lindgren w 2010 roku. Jej twórczość została przetłumaczona na dwadzieścia języków.

## Książki autorskie
| L.p. | Tytuł polski             | Tytuł oryginalny          | Tłumaczenie         | Rok pierwszego wydania w Polsce | Wydawca                  |
| ---- | ------------------------ | ------------------------- | ------------------- | ------------------------------- | ------------------------ |
| 1    | Szur szur ćwir plum!     |                           | Maciej Byliniak     | 2015                            | Wydawnictwo Dwie Siostry |
| 2    | Poka i Mina. Piłka nożna | Poka & Mine. Le football  | Jadwiga Jędryas     | 2020                            | Wydawnictwo Dwie Siostry |
| 3    | Poka i Mina. W muzeum    | Poka et Mine. Au musée    | Jadwiga Jędryas     | 2020                            | Wydawnictwo Dwie Siostry |
| 4    | Nocne opowieści          | Petites histoires de nuit | Jadwiga Jędryas     |                                 | Wydawnictwo Dwie Siostry |
| 5    | Mój przyjaciel Szymon    | Mon ami Jim               | Klementyna Suchanow | 2010                            | Wydawnictwo EneDueRabe   |

## Książki zilustrowane, przetłumaczone na język polski
- Astrid Lindgren Skrzat nie śpi (tyt. oryg. Tomten är vaken, 1960), tłum. Anna Węgleńska[4], Wydawnictwo Zakamarki 2015, ISBN 978-83-7776-119-9.
- Ulf Stark, Uciekinierzy (tyt. oryg. Rymlingarna), tłum. Katarzyna Skalska, Wydawnictwo Zakamarki 2023, ISBN 978-83-7776-191-5.